# Комплекс з виробництва добрив в Удйогамандалі
Комплекс з виробництва добрив в Удйогамандалі — підприємство індійської хімічної промисловості, що працює у штаті Керала та належить компанії Fertilisers And Chemicals Travancore Limited (FACT).
Завод почав роботу в 1947 році та став першим виробництвом добрив, що з'явилось у незалежній Індії. Проект реалізувала компанія Fertilisers and Chemicals Travancore Limited (FACT), яку заснував кількома роками раніше магараджа Траванкору Шрі Чітіра Тірунал Баларама Варми, тоді як управління заводом здійснювали відомі промисловці «Seshasayee Brothers». Втім, з 1960-го компанія перейшла під контроль держави.
Особливістю підприємства було застосування технології газифікації деревини для продукування аміаку. Далі його реакцією з гіпсом отримували азотне добриво — сульфат амонію, в обсягах до 50 тисяч тон на рік.
Невдовзі іншим напрямком діяльності стало виробництво суперфосфату, для чого були необхідні фосфати та сульфатна кислота, причому останню продукували на самому майданчику. Потужність заводу становила 75 тон сульфатної кислоти на добу та 44 тисячі тон суперфосфату на рік.
В 1952-му стартувало виробництво каустичної соди, побічним продуктом якого було ще одне добриво — хлорид амонію. Крім того, ресурс хлору сприяв появі поруч заводів інших компаній, наприклад, з переробки монациту компанії Indian Rare Earth. Завод каустичної соди належав не напряму FACT, а її спільному підприємству Travancore-Cochin Chemical, що в подальшому перейшло під контроль штату Керала. Також можливо відзначити, що продукування на ньому хлориду амонію припинилось в 1989 році.
В 1960-му майданчик в Удйогамандалі почав випускати ще один напівфабрикат — фосфорну кислоту (так само отримують з фосфатів за допомогою сульфатної кислоти), з наступним продукуванням фосфату амонію. Це дозволяло випускати комплексне азотно-фосфорно-сульфатне добриво — фосфат сульфат амонію.
В 1962-му відбулись суттєві зміни у продукуванні аміаку, пов'язані зі зміною технології на газифікацію нафти. А в 1971-му ввели в дію новий цех аміаку річною потужністю 100 тис. м3, який використовував суміш легких вуглеводнів — naphtha (також відома як цінна сировина для установок парового крекінгу). Втім, власного виробництва аміаку не вистачало для покриття всіх потреб майданчику, тому доводилось імпортувати його через розташований на острові Віллінгтон термінал. В 1994-му судові органи винесли рішення про закриття цього терміналу, що змусило FACT інвестувати у новий цех аміаку добовою потужністю 900 тон, який став до ладу в 1998 році. У 2013-му відбулась ще одна зміна технології і замість naphtha почали використовувати природний газ, який надходить через термінал Кочі ЗПГ.
За напрямком виробництва сульфату амонію докорінні зміни відбулись у 1990-му, коли його стали отримувати як побічний продукт при виробництві капролактаму.
Станом на початок 2000-х номінальна річна потужність майданчику в Удйогамандалі становила 380 тисяч тон сульфатної кислоти, 33 тисячі тон фосфорної кислоти, 327 тисяч тон аміаку, 225 тисяч тон сульфату амонію, 149 тисяч тон фосфату сульфату амонію, а також 50 тисяч тон капролактаму. Випуск суперфосфату в якийсь момент припинився.
В першій половині 2010-х довелось зупинити виробництво капролактаму, яке знову ввели в дію лише через 9 років.
В 2021/2022 бюджетному році підприємство виробило 186 тисяч тон фосфату сульфату амонію та 134 тисячі  тон сульфату амонію.